# Pär Lorentzon
Pär Lorentzon, född 30 april 1939 i Nyköping, död 25 januari 2002 i Simtuna, Enköpings kommun, var en svensk dokumentärfilmare och författare, mest känd för sitt deltagande i Grabbarna på Fagerhult. Sportjournalisten Janne Lorentzon var hans bror, och skådespelerskan Tanja Lorentzon är hans svärdotter.

### Jakt- och kokböcker
- 1990 – Stora machoboken (m. Jan Guillou & Leif GW Persson) ISBN 91-1-902512-2, Libris 7155530
- 1991 – Grabbarnas stora presentbok: ett måste för grova grabbar och läskunniga tjejer (m. Jan Guillou & Leif GW Persson) ISBN 91-1-912002-8, Libris 7155732
- 1992 – Grabbarnas kokbok: precis som prinsessornas kokbok fast tvärtom (m. Jan Guillou & Leif GW  Persson) ISBN 91-1-923212-8, Libris 7156167

### Film och TV
- 1990 – Grabbarna på Fagerhult  - TV-serie med Jan Guillou och Leif GW Persson
- 1991 –  Byhåla - TV-serie med Peter Settman och Fredde Granberg (gästroll)